# Teódoto II de Constantinopla
Teódoto II de Constantinopla (em grego: Θεοδόσιος ὁ) foi o patriarca grego ortodoxo de Constantinopla. Ele sucedeu a Nicolau IV Muzalon em 1151 e serviu por dois anos, até sua morte em 1153. Antes de sua elevação, ele foi o hegúmeno (equivalente a abade) do Mosteiro da Ressurreição em Constantinopla.